# Powiat jasielski
Powiat jasielski – powiat w Polsce (województwo podkarpackie), utworzony w 1999 roku w ramach reformy administracyjnej. Jego siedzibą jest miasto Jasło. Obejmuje część Pogórza Ciężkowickiego i Strzyżowskiego, Kotliny Jasielsko-Krośnieńskiej, Pogórza Jasielskiego i Beskidu Niskiego, na obszarze którego rozciąga się Magurski Park Narodowy. Przez teren powiatu przepływają rzeki Wisłoka, Jasiołka i Ropa. Jest to powiat przygraniczny. Organem uchwałodawczym jest Rada Powiatu Jasielskiego.
Powiat i Miasto Jasło należały do Centralnego Okręgu Przemysłowego II Rzeczypospolitej Polskiej. Aktualnie jest to obszar o profilu przemysłowo-rolniczym.
Według danych z 31 grudnia 2019 roku powiat zamieszkiwało 113 450 osób. Natomiast według danych z 30 czerwca 2020 roku powiat zamieszkiwało 113 226 osób.

## Podział administracyjny
W skład powiatu wchodzą:
- gminy miejskie: Jasło

- gminy miejsko-wiejskie: Kołaczyce

- gminy wiejskie: Brzyska, Dębowiec, Jasło, Krempna, Nowy Żmigród, Osiek Jasielski, Skołyszyn, Tarnowiec
- miasta: Jasło, Kołaczyce

## Demografia

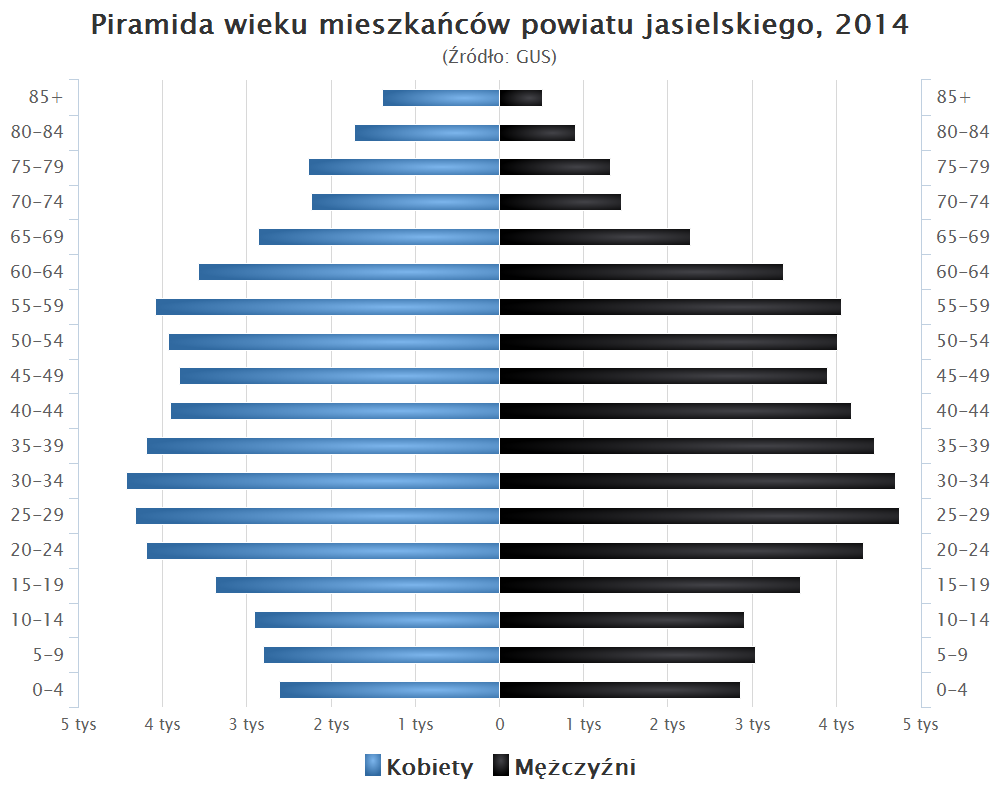
Piramida wieku mieszkańców powiatu jasielskiego w 2014 roku

Liczba ludności (dane z 30 czerwca 2005):
|        | Ogółem  | Ogółem | Kobiety | Kobiety | Mężczyźni | Mężczyźni |
| osób   | %       | osób   | %       | osób    | %         |           |
| ------ | ------- | ------ | ------- | ------- | --------- | --------- |
| Ogółem | 115 323 | 100    | 58 838  | 51,02   | 56 485    | 48,98     |
| Miasto | 37 814  | 32,79  | 19 688  | 17,07   | 18 126    | 15,72     |
| Wieś   | 77 509  | 67,21  | 39 150  | 33,95   | 38 359    | 33,26     |

▶Wieś vs ▶miasto
Ogółem (▶k, ▶m)
Miasto (▶k, ▶m)
Wieś (▶k, ▶m)

## Transport
Powiat jasielski leży na skrzyżowaniu szlaków drogowych i kolejowych w relacji północ-południe i wschód-zachód. Przez obszar powiatu przebiegają drogi: droga krajowa nr 28 (Nowy Sącz – Przemyśl), droga krajowa nr 73 z Pilzna w kierunku południowym, droga wojewódzka nr 988 (Warzyce – Babica) oraz linie kolejowe relacji Stróże – Sanok – Zagórz oraz Rzeszów – Jasło. Linię kolejową nr 106 Jasło -Rzeszów oddano do użytku w roku 1890, zaś linię nr 108 Stróże – Jasło-Zagórz w roku 1884 jako część tzw. linii Transwersalnej.

## Starostowie jasielscy
- Marian Gancarz (1999–2006) (AWS)
- Adam Kmiecik (2006–2014) (PO)
- Franciszek Miśkowicz (2014–2015) (PSL)
- Mariusz Sepioł (2015–2016) (PiS)
- Adam Pawluś (od 2016) (PiS)

## Sąsiednie powiaty
- powiat dębicki
- powiat strzyżowski
- powiat krośnieński
- powiat gorlicki (małopolskie)
- powiat tarnowski (małopolskie)